# Маркерсдорф-Хайндорф
Маркерсдорф-Хайндорф (нем. Markersdorf-Haindorf) — ярмарочная коммуна (нем. Marktgemeinde) в Австрии, в федеральной земле Нижняя Австрия. 
Входит в состав округа Санкт-Пёльтен.  Население составляет 1922 человека (на 31 декабря 2005 года). Занимает площадь 16,67 км². Официальный код  —  31922.

## Политическая ситуация
Бургомистр коммуны — Виллиберт Паукович (АНП) по результатам выборов 2005 года.
Совет представителей коммуны (нем. Gemeinderat) состоит из 19 мест.
- АНП занимает 9 мест.
- СДПА занимает 8 мест.
- Партия L. SCHULZ занимает 1 место.
- Партия MP занимает 1 место.